# Mustelicosa
Mustelicosa là một chi nhện trong họ Lycosidae.